# Udu (Nigeria)
Udu è una delle venticinque aree a governo locale (local government areas) in cui è suddiviso lo stato di Delta, nella Repubblica Federale della Nigeria.
Conta una popolazione di 143.361 abitanti.